# Magliano Romano
Magliano Romano település Olaszországban, Lazio régióban, Róma megyében. Lakosainak száma 1389 fő (2023. január 1.). Magliano Romano Calcata, Castelnuovo di Porto, Mazzano Romano, Morlupo, Rignano Flaminio, Campagnano di Roma és Sacrofano községekkel határos.

## Népesség
A település lakossága az elmúlt években az alábbi módon változott:
| Lakosok száma | 1413 | 1397 | 1389 |
|               | 2017 | 2018 | 2023 |